# Shine On (The Album)
Shine On (The Album) ist das erste Studioalbum des deutschen Dance-Projekts R.I.O.

## Veröffentlichung
Es wurde am 19. Februar 2010 als Download veröffentlicht und erschien später auch als CD in den Läden. Manian und Yanou brachten das Album über ihr eigenes Plattenlabel Zooland Records heraus. Im September 2010 brachte R.I.O. eine Deluxe-Version des Albums auf den Markt, auf der auch Titel Hot Girl zu finden ist.

## Mitwirkende
Alle Songs wurden auf Englisch aufgenommen und von Tony T. gesungen. Die meisten Lieder wurden von Manian, Yanou und Andres Ballinas geschrieben und komponiert. Ausnahmen sind die Titel Senerade, ein Cover des gleichnamigen Lieds der Steve Miller Band des Albums Fly Like An Eagle, und De Janeiro, welches auf Bellinis Samba de Janeiro basiert. Alle Lieder wurden von den beiden DJs und Produzenten Manian und Yanou produziert.

## Titelliste – Standard-Version
1. Shine On – 3:21
2. When the Sun Comes Down – 3:22
3. One Heart – 3:35
4. Serenade – 3:35
5. De Janeiro – 3:24
6. After the Love – 3:34
7. Can You Feel It – 3:23
8. Open Up Your Heart – 3:49
9. Lay Down – 3:14
10. Something About You – 3:49
11. Watching You – 3:52
12. Shine On (Spencer & Hill Radio Edit) – 3:02
13. Serenade (Extended Mix) – 6:43
14. Shine On (Offizielles Musikvideo) – 3:22
15. After the Love (Offizielles Musikvideo) – 3:34

## Titelliste – Deluxe-Version
1. Shine On – 3:21
2. When the Sun Comes Down – 3:22
3. One Heart – 3:35
4. Serenade – 3:35
5. De Janeiro – 3:24
6. Hot Girl – 3:36
7. After the Love – 3:34
8. Can You Feel It – 3:23
9. Open Up Your Heart – 3:49
10. Lay Down – 3:14
11. Something About You – 3:49
12. Watching You – 3:52
13. Serenade (Extended Mix) – 6:43
14. Hot Girl (Extended Mix) – 5:09

## Chartplatzierungen der Singles
| Jahr | Titel                   | Höchstplatzierung, Gesamtwochen, AuszeichnungChartplatzierungen (Jahr, Titel, , Platzierungen, Wochen, Auszeichnungen, Anmerkungen) | Höchstplatzierung, Gesamtwochen, AuszeichnungChartplatzierungen (Jahr, Titel, , Platzierungen, Wochen, Auszeichnungen, Anmerkungen) | Höchstplatzierung, Gesamtwochen, AuszeichnungChartplatzierungen (Jahr, Titel, , Platzierungen, Wochen, Auszeichnungen, Anmerkungen) | Anmerkungen                             |
| Jahr | Titel                   | DE | AT | CH | Anmerkungen                             |
| ---- | ----------------------- | --- | --- | --- | --------------------------------------- |
| 2008 | Shine On                | DE25 (20 Wo.)DE | AT21 (23 Wo.)AT | CH17 (51 Wo.)CH | Erstveröffentlichung: 4. Juli 2008      |
| 2008 | When the Sun Comes Down | DE63 (8 Wo.)DE | AT54 (7 Wo.)AT | CH62 (4 Wo.)CH | Erstveröffentlichung: 19. Dezember 2008 |
| 2009 | After the Love          | DE65 (4 Wo.)DE | AT41 (2 Wo.)AT | — | Erstveröffentlichung: 24. Juli 2009     |
| 2009 | Serenade                | DE97 (1 Wo.)DE | — | — | Erstveröffentlichung: 20. November 2009 |